# Knut Andersen
Knut Andersen, född 9 maj 1931 i Harstad i Troms fylke, död 17 juni 2019 i Oslo, var en norsk filmregissör och manusförfattare, som var ett viktigt namn i norsk film sedan 1960-talet.
Andersen var en av grundarna till filmbolaget Teamfilm 1962, och regisserade sin första spelfilm, militärkomedin Stackars stora starka karlar (Operasjon Løvsprett, 1962), för detta bolag. Filmen blev en enorm succé i Norge. Han gjorde även lycka med komedin Hurra för Anderssons (1966), och regisserade krigsdramat Brent jord (1969) och den norsk-sovjetiska samproduktionen Under en steinhimmel (1974), som båda utspelar sig i Nordnorge under andra världskriget. 1975 regisserade han in Olsenbandens sista kupp och 1977 den kritikerrosade Karjolstenen. Han var även medregissör till det misslyckade norsk-sovjetiska vikingadramat Dragens fange (1985). Han tilldelades en heders-Amanda 2007.
Andersen var från 1965 och fram till hennes död 2011 gift med författaren och regissören Nicole Macé.

## Filmografi
Enligt Internet Movie Database:
Regi
- 1962 – Stackars stora starka karlar
- 1964 – Nydelige nelliker
- 1965 – Skjær i sjøen
- 1966 – Hurra för Anderssons
- 1968 – Sus og dus på by'n (episoden "Oss rosemalere imellom")
- 1969 – Brent jord
- 1970 – Mästertjuven
- 1972 – Marikens bryllup
- 1974 – Under en steinhimmel
- 1975 – Olsenbandens sista bedrifter
- 1976 – Den sommaren jag fyllde 15
- 1977 – Karjolsteinen
- 1983 – For Tors skyld
- 1985 – Dragens fange (I na kamnjach rastut derevja, med Stanislav Rostotskij)

Manus
- 1964 – Blåkragar
- 1964 – Nydelige nelliker
- 1965 – Skjær i sjøen
- 1970 – Mästertjuven
- 1976 – Den sommaren jag fyllde 15
- 1977 – Karjolsteinen